# Marbaix-la-Tour
Pour les articles ayant des titres homophones, voir Marbais et Marbay.
Pour l’article homonyme, voir Marbaix.
Marbaix-la-Tour (en wallon Marbwê) est une section de la commune belge de Ham-sur-Heure-Nalinnes située en Région wallonne dans la province de Hainaut.
C'était une commune à part entière avant la fusion des communes de 1977.

## Géographie

### Hydrographie
Marbaix-la-Tour possède plusieurs ruisseaux :
- ruisseau du Wachou,
- ruisseau de Biersenrieu,
- ruisseau de Marbisœul.

### Morphologie urbaine

#### Hameaux et lieux-dits
- La Fostrie.
- Champ du Godillon.
- Trou Cochez.
- Blanc Caillou.
- La Campagne.
- Neuf Champ.
- Champ du Plain.
- Beau Pré.
- Au-dessus de la Pasture.
- Tri à la Flochère.
- Le Fô.
- Les Quatre Chemins.
- Dessus des Viviers.

## Évolution démographique
Au XIXe siècle, la population locale s'accrut considérablement : de 277 habitants en 1799, elle passa à 716 en 1901. A côté de l'agriculture, quelques clouteries et une brasserie en constituaient le support industriel. Cette dernière connut son heure de gloire au XXe siècle par a production de la Winston Pale-Ale et de la Saison Régal.

Au 1er janvier 2022, l'on compte 749 habitants à Marbaix-la-Tour.
- Sources : INS, Rem. : 1831 jusqu'en 1970 = recensements, 1976 = nombre d'habitants au 31 décembre.

## Gentilé
Les habitants de Marbaix-la-Tour sont les Marbaisien.

## Histoire
À l'instar des autres territoires de la commune, la villa de Marbaix appartenait, au IXe siècle, à l'abbaye de Lobbes. L'histoire de ce village fut ensuite tissée de liens étroits avec celle de Gozée. En ces siècles lointains, ces deux communautés ne formaient qu'une seule seigneurie relevant directement de l'évêque de Liège dans la mense (revenus) duquel elle avait été placée. Au XVe siècle, le Vivier, situé à la limite des deux territoires, appartenait en propre à l'évêque. Bien que dépendant d'une seule cour de justice siégeant à Gozée, les deux communautés possédaient chacune leur propre bourgmestre. Certains biens, des bois notamment, leur appartenaient en indivision. On ne doute pas que cette situation inconfortable fut à l'origine de nombreux conflits.

## Patrimoine et autres bâtiment

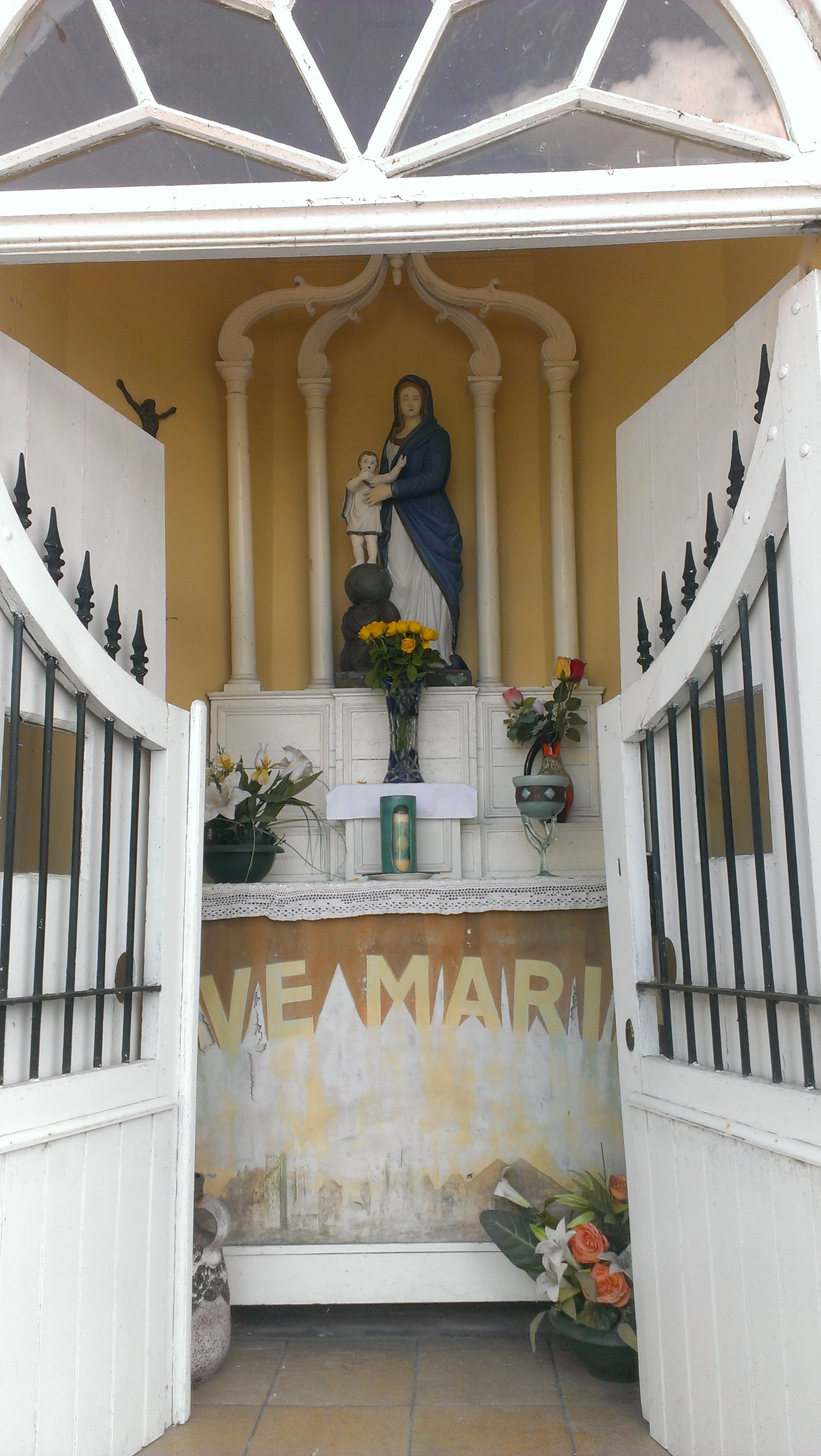
Une chapelle de Marbaix-la-Tour.

- L'Église Saint-Christophe. Cette église, datant de 1894, présente un chemin de croix en cuivre repoussé provenant des ateliers d'art de l'abbaye de Maredsous, et un autel supporté par quatre colonnes en marbre noir[4].
- Château de la Pasture. La construction de ce château remonte à une date éloignée. En 1661, l'acquisition en fut faite par le chevalier Leratz, seigneur de Lanthenée et de Saint-Pierre Broigne, deux seigneuries qui faisaient partie de la commune de Gerpinnes. En 1756, la seigneurie passa au chevalier Jean Leratz, seigneur de Surville, de Lanthenée et de Saint-Pierre-Broigne, qui vivait alors à la cour des ducs des Deux-Ponts, princes palatins. C'est un vaste château jouxté d'une grosse ferme. Il pose ses bâtiments et sa tour au centre d'un grand parc protégé par des murailles et des feuillages[4]. On trouve la présence de cette famille Gendebien dans l'église paroissiale, possédant un vitrail armorié placé à la mémoire du baron Paul Gendebien (1884-1957). On y voit la devise de gueules sur un listel l'or : « Toujours et partout Gens de Bien ». Les armes se lisent comme suit: « d'or à un pal de gueules accosté de six flammes du même, l'écu sommé d'une couronne de baron et supporté par deux lions d'or armés et lampassés, de gueules »[4].
- L'ancienne maison communale.

### Culture

#### Marche folklorique

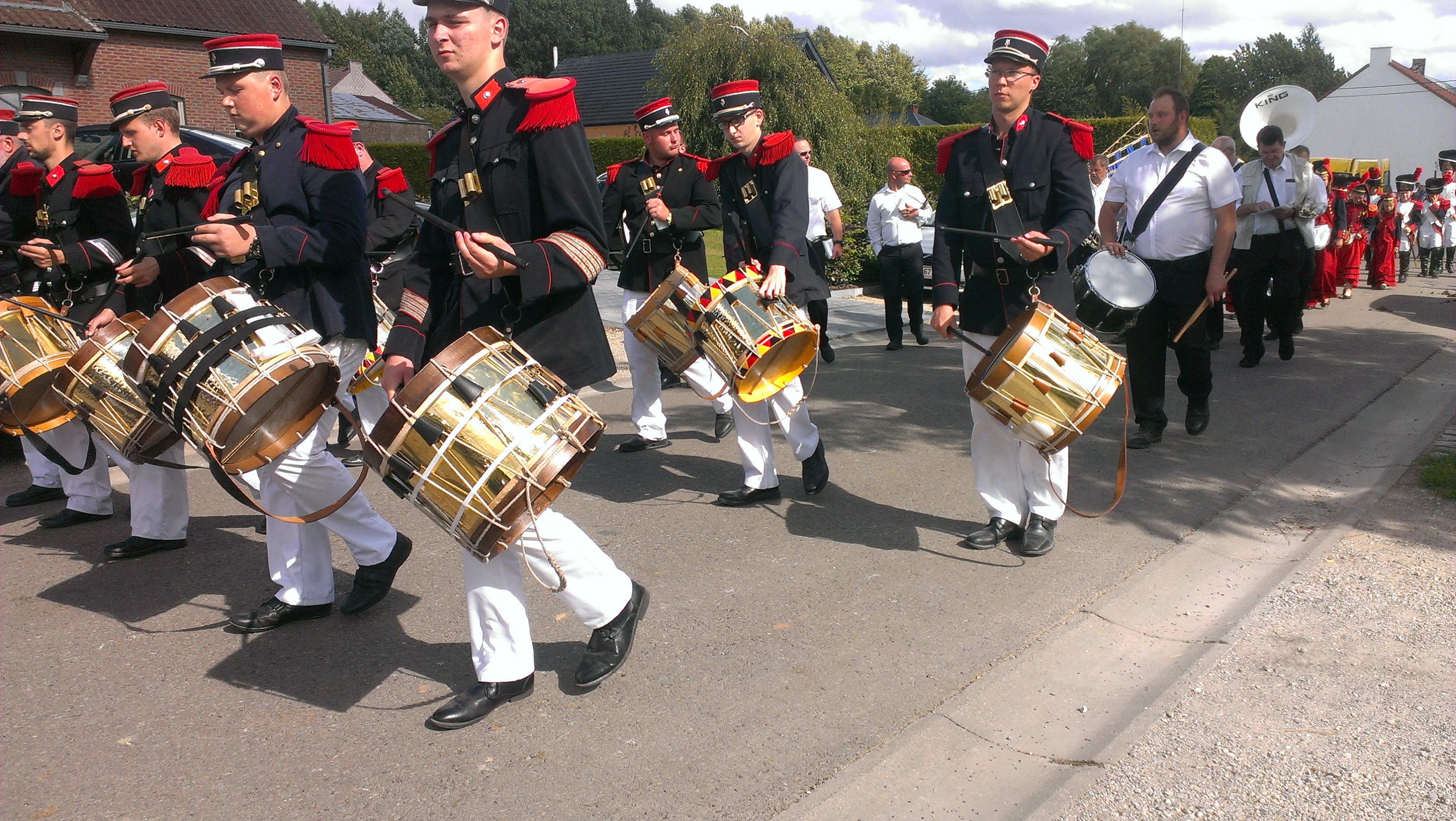
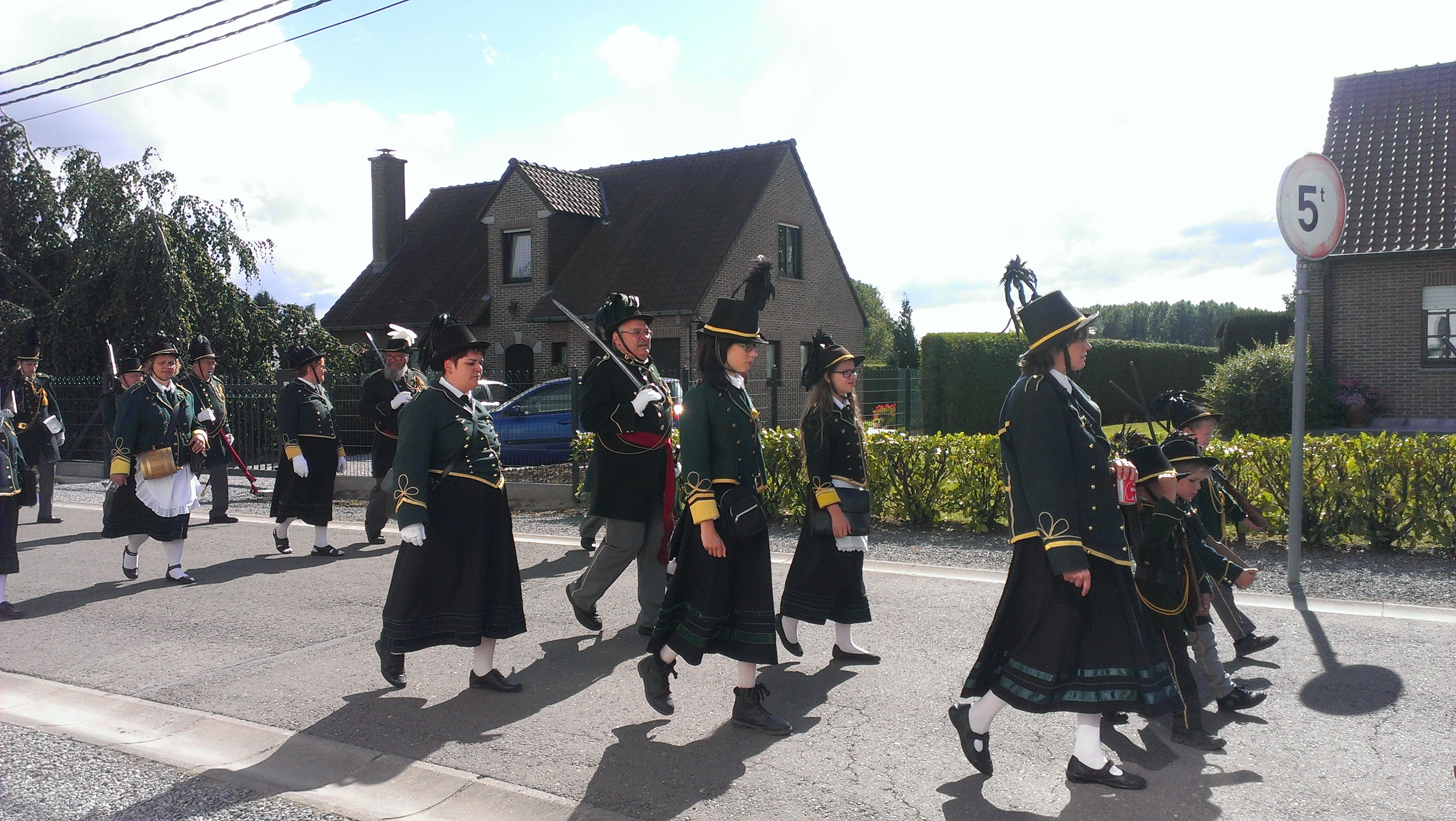
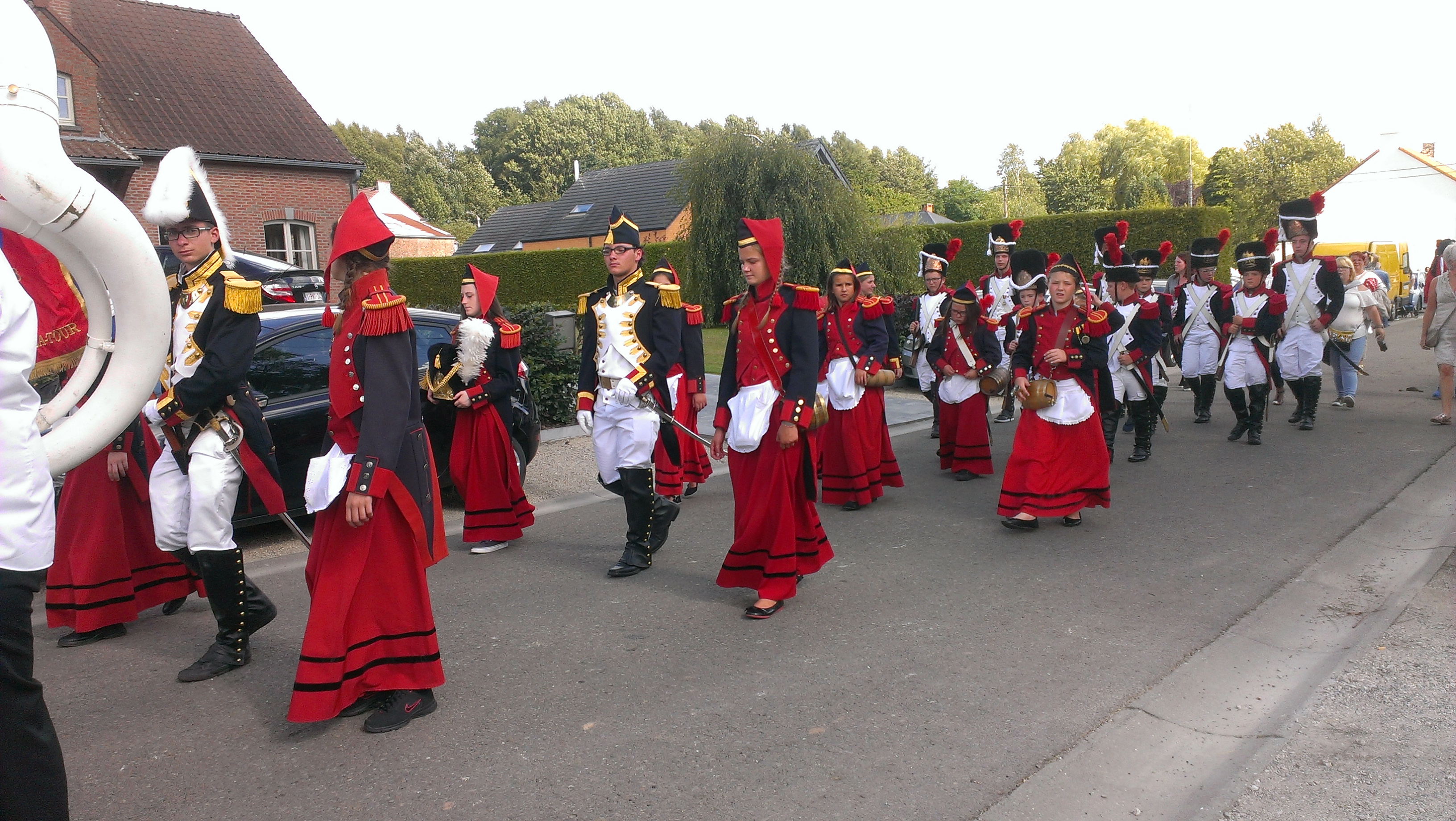
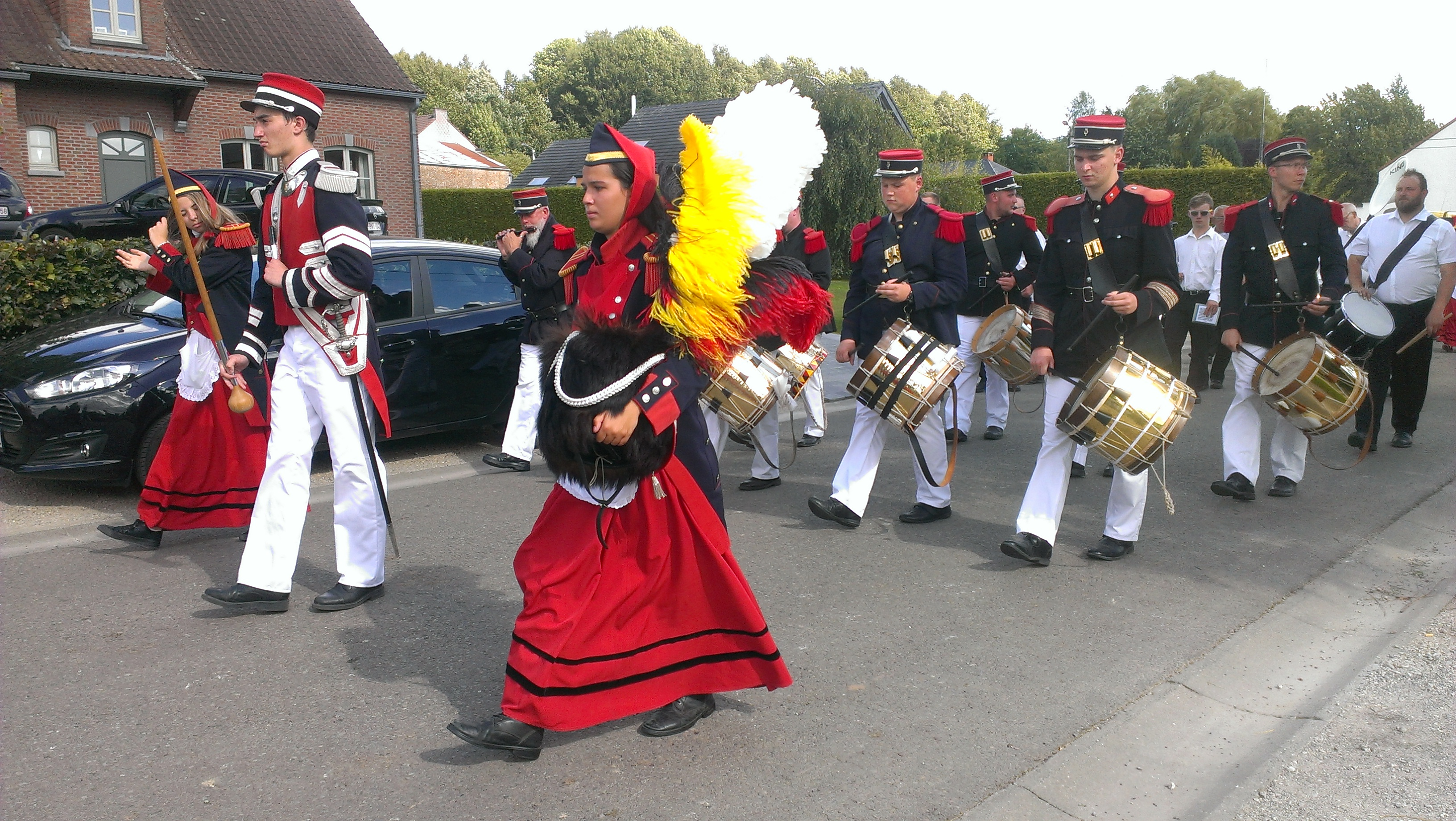
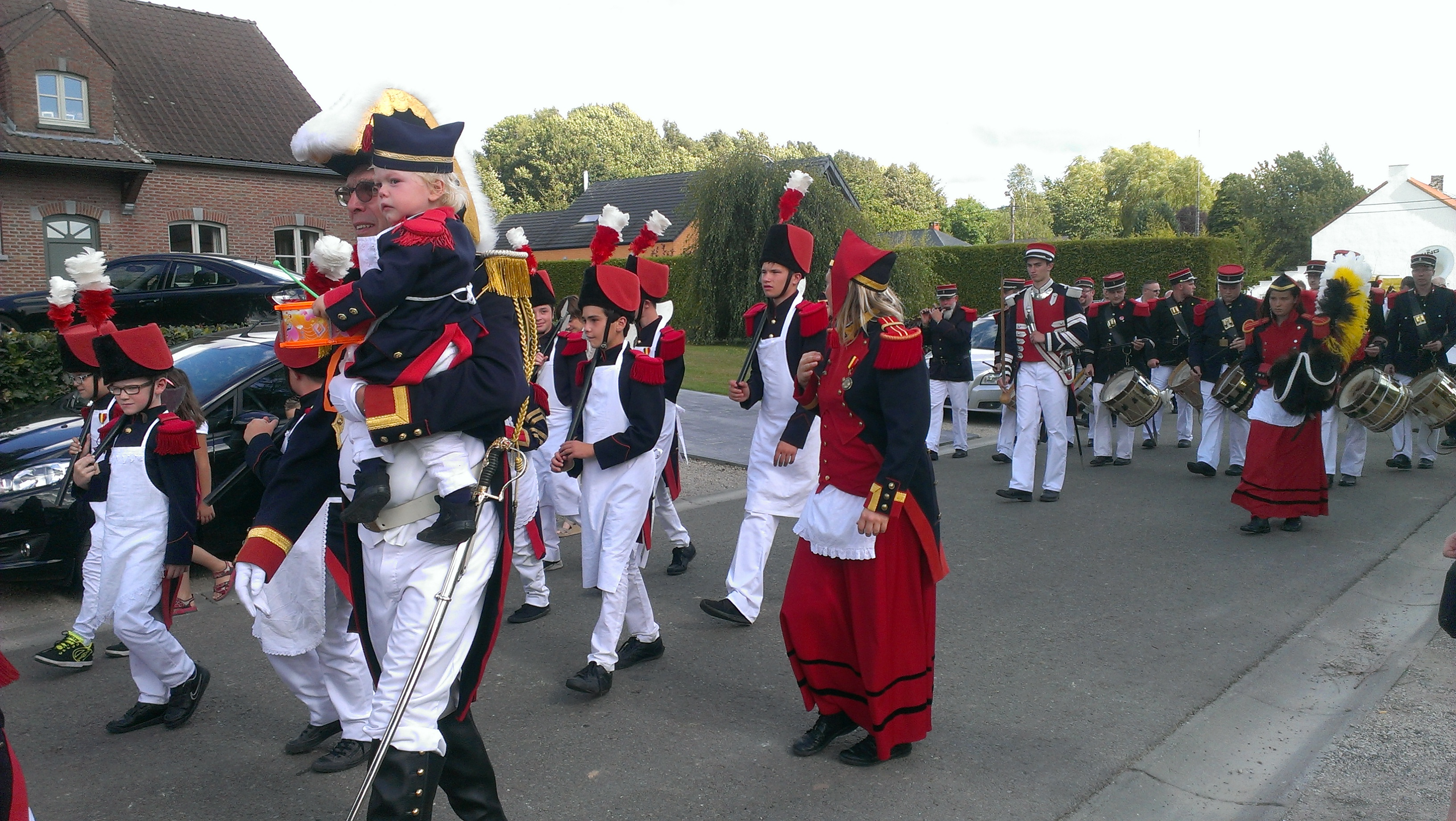
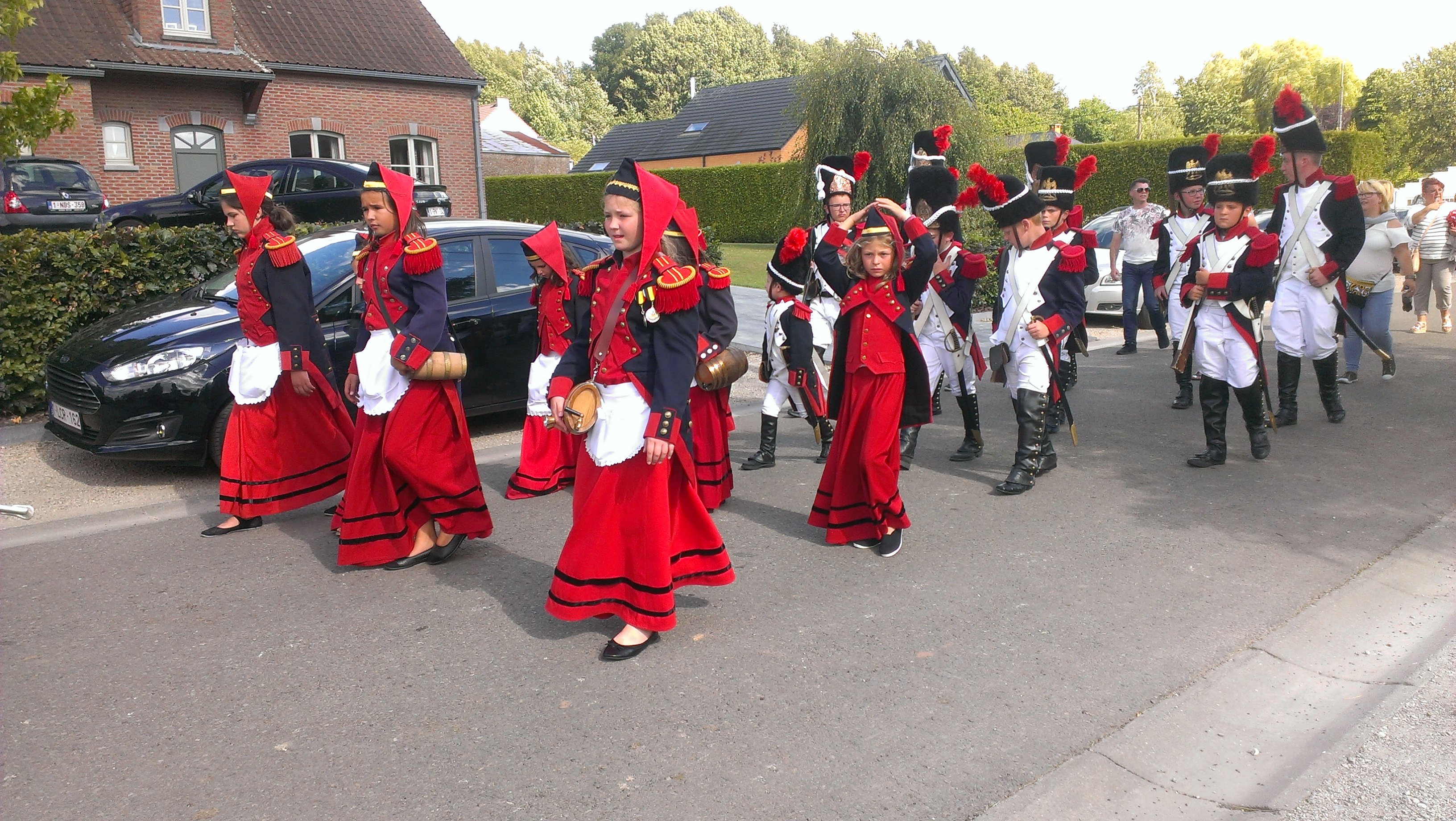
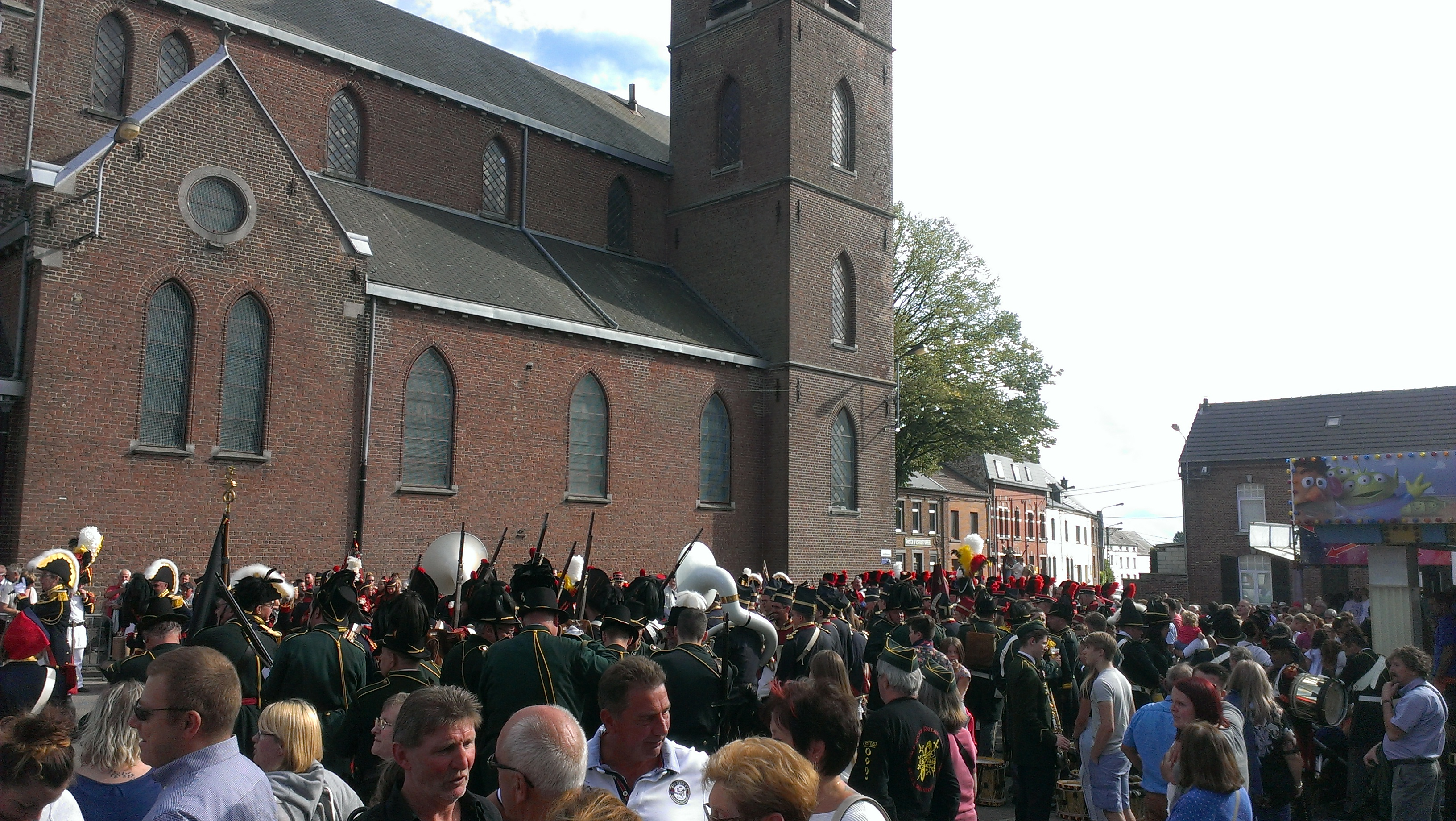

Marche Saint-Christophe.

#### Carnaval
Au mois de mars se déroule le carnaval de Marbaix-la-Tour.

#### Bibliothèque
Bibliothèque communale, rue Miserque dans l'ancienne maison communale.

## Enseignement
Ecole communale de Marbaix-la-Tour, rue Tourette.

## Lieux publics

### Cimetière
Cimetière de Marbaix-la-Tour, rue Roi Baudouin.